# Wajid Ali Shah
Wajid Ali Shah, född 1822, död 1887, var en indisk monark.  Han var kung av Oudh (nawab av Awadh) mellan 1847 och 1856. 
Hans tronbestigning stöddes av britterna, som också avsatte honom sedan de bedömde att Oudh inte längre var nödvändig. Han har beskrivits som utsvävande. Han förvisades till Calcutta, där han levde på en generös brittisk pension. Hans hustru deltog i sepoyupproret för hans sons räkning, men han hade själv inget med saken att göra. 